# Latschin-Korridor

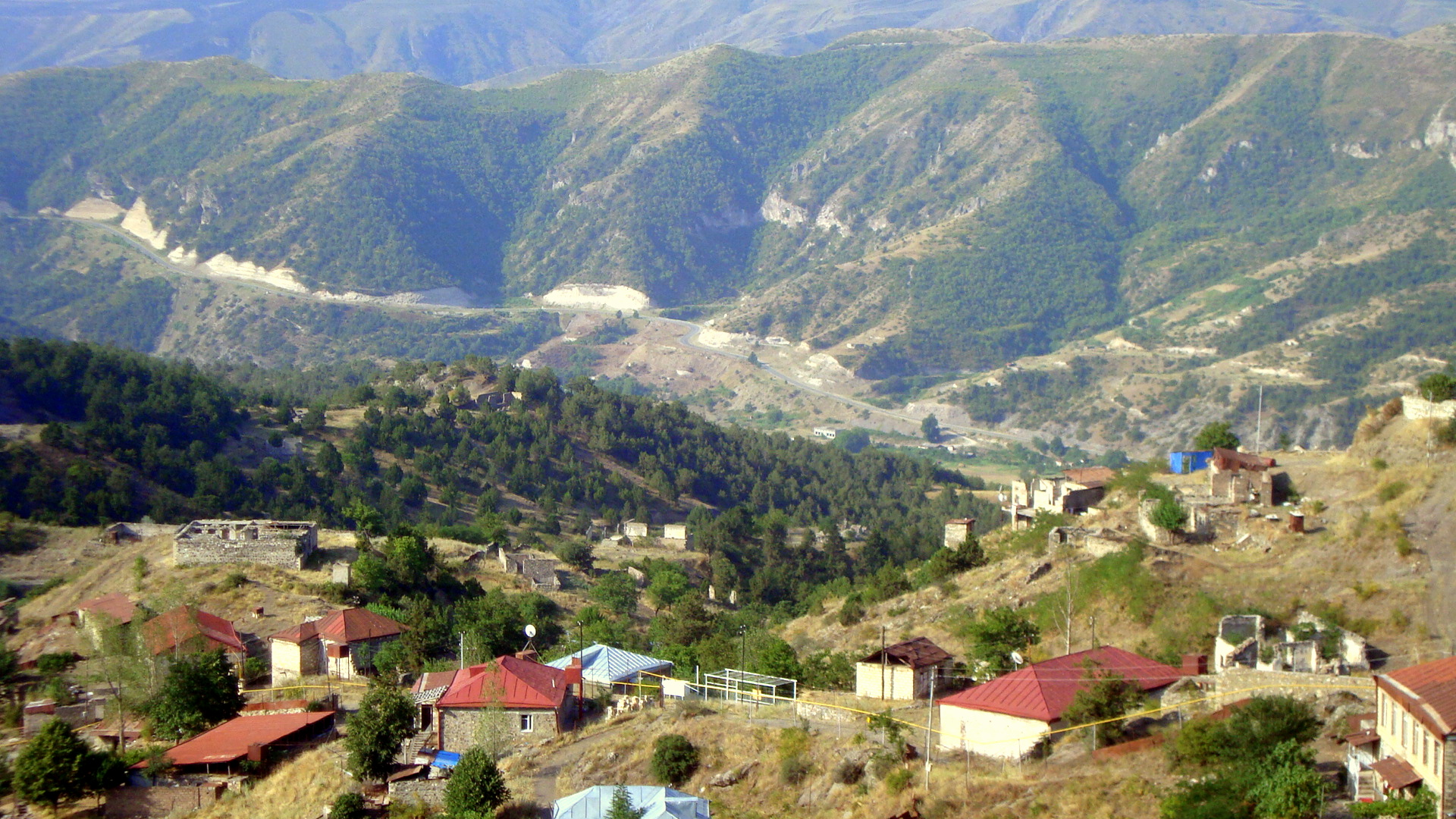
Die Stadt Laçın mit der Verbindungsstraße von Goris (Armenien) nach Stepanakert (Bergkarabach) im Hintergrund

Der Latschin-Korridor (armenisch Լաչինի միջանցք Latschini midschanzk'), benannt nach der Stadt Laçın (armenisch Berdsor), ist eine Gebirgsregion innerhalb der De-jure-Grenzen von Aserbaidschan. Durch ihn hindurch führt eine Straße von Armenien nach Bergkarabach und dessen Hauptstadt Stepanakert, die bis 2017 auch die einzige asphaltierte Straße zwischen diesen Gebieten darstellte. Der Korridor ist daher von hoher strategischer Bedeutung für die Region.

## 1992 bis 2020
Während des Bergkarabachkrieges kam die Region im Mai 1992 unter die Kontrolle der karabachischen Streitkräfte. Aus aserbaidschanischer Sicht blieb das Gebiet weiterhin Teil des Rayons Laçın innerhalb Aserbaidschans, von der international nicht anerkannten Republik Arzach wurde es von da an als Teil der Provinz Kaschatach verwaltet.
In einer Stellungnahme gegenüber den Vereinten Nationen sagte der Minister für Auswärtige Angelegenheiten von Aserbaidschan, Elmar Məmmədyarov, am 18. September 2005:

“It is the issue of communication of the Armenians living in the Nagorno-Karabakh region of Azerbaijan with Armenia and that of the Azerbaijanis living in the Nakhchivan region of Azerbaijan with the rest of the country. We suggest the using of the so-called Lachin corridor – which should be called "Road of Peace" - by both sides in both directions provided that security of this road will be ensured by the multinational peacekeeping forces at the initial stage.”

„Es ist eine Frage der Kommunikation der Armenier, die in der Region Berg-Karabach von Aserbaidschan mit Armenien und den Aserbaidschanern in der Region Nachitschewan von Aserbaidschan zusammenleben mit dem Rest des Landes. Wir empfehlen eine Nutzung des sogenannten Latschin-Korridor – sie sollte eine "Straße des Friedens" werden – und für beide Seiten in beide Richtungen zur Verfügung gestellt werden, deren Straße in der Anfangsphase von multinationalen Friedenstruppen gesichert wird.“

Der Korridor war mehrfach Gegenstand von Verhandlungen zur Lösung des Konflikts, so 2009 als Verbindung eines autonomen Bergkarabach mit Armenien in den Prinzipien von Madrid der Minsk-Gruppe der OSZE.

## Seit 2020

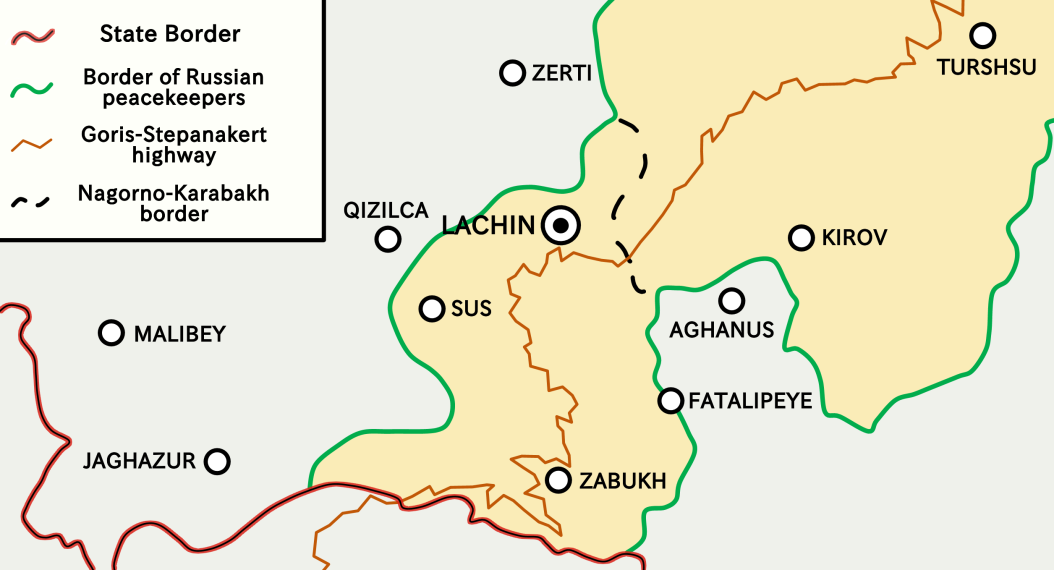
Der Latschin-Korridor nach dem Waffenstillstand von November 2020 bis zu seiner Auflösung im August 2022

Im Krieg um Bergkarabach 2020 war der Korridor eines der strategischen Ziele Aserbaidschans, konnte jedoch nicht militärisch unter Kontrolle gebracht werden. Das Waffenstillstandsabkommen vom 9. November 2020 sieht vor, dass der Korridor von 5 km Breite um die Verbindungsstraße nicht an Aserbaidschan übergeben wird und der Verkehrsweg zwischen Stepanakert und Armenien von russischen Truppen gesichert werden soll. Drei Tage später nahmen russische Truppen ihre Beobachtungstätigkeit auf, am 17. November wurde der Korridor geöffnet. Obwohl die von den russischen Soldaten kontrollierten Orte Laçın und Zabukh nicht zurück unter aserbaidschanische Kontrolle gegeben worden waren, wurden sie von den meisten ihrer Bewohner verlassen. Diese protestierten am 7. Dezember auf den Straßen Jerewans, da Unklarheit über den zukünftigen Status des Korridors und die Sicherheit von dessen Bewohnern bestehe.

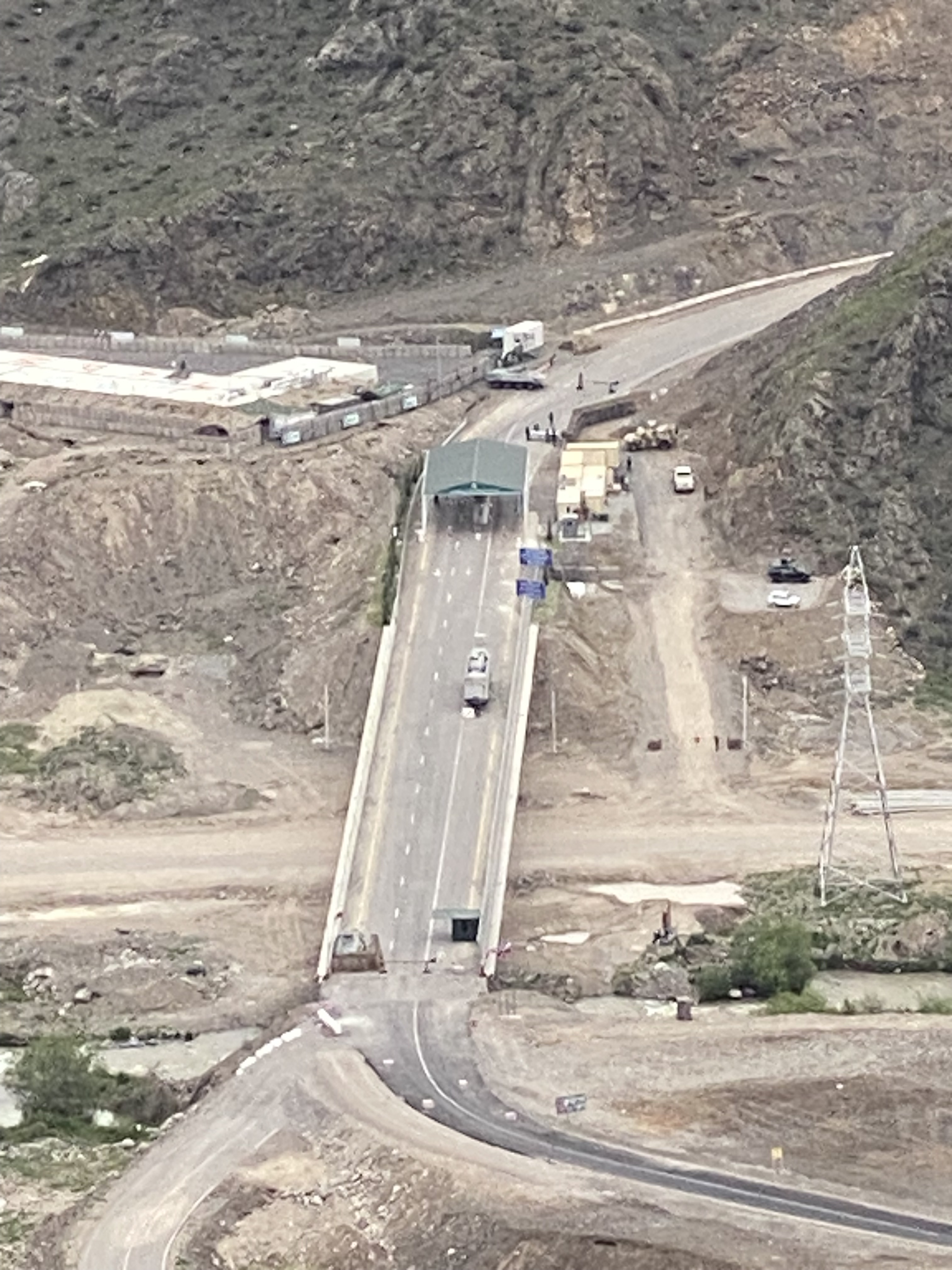
Aserbaidschanischer Kontrollpunkt zum Latschin-Korridor an der Hakari-Brücke, gesehen von Tegh, Armenien. Der Kontrollpunkt wurde am 23. April 2023 installiert, was einen Verstoß gegen das dreiseitige Waffenstillstandsabkommen darstellt, das den Krieg von 2020 beendete.

Da die Straße von Goris nach Stepanakert auch durch das nun aserbaidschanisch kontrollierte Şuşa führt, ist als Teil des Abkommens auch die Herstellung einer neuen Verbindungsstraße unter Umgehung des aserbaidschanischen Gebiets geplant. Dafür ist zunächst die Bestimmung der neuen aserbaidschanisch-arzachischen Grenze um Şuşa nötig, wofür bereits Vorbereitungen angelaufen sind. Bis zur Fertigstellung der Straße werden Fahrten zwischen Stepanakert und Armenien durch Şuşa von russischen Friedenstruppen begleitet. Für diesen Zweck werden zwei oder drei Mal am Tag Konvois gebildet. Im Juni 2022 bestätigte der armenische Premierminister Paschinjan, dass mit Fertigstellung der neuen Straße zwischen Armenien und Bergkarabach die bisher im Korridor liegenden Ortschaften unter die Kontrolle von Aserbaidschan fallen werden, während der Bereich um die neue Straße dann von russischen Friedenstruppen kontrolliert wird. Am 11. August verkündete Aserbaidschan die Fertigstellung der Umgehungsstraße für den Latschin-Korridor. Bereits am 5. August war den armenischen Bewohnern des Korridors angekündigt worden, sie müssten die Orte binnen 20 Tage verlassen und nach Armenien umziehen. Trotz Protesten der Bewohner bestand die aserbaidschanische Regierung auf deren Wegzug, da ihre Ansiedlung nach dem Krieg in den 1990er Jahren internationalem Recht widersprochen habe. Nachdem die letzten Anwohner am 20. August der Aufforderung zur Umsiedlung Folge geleistet hatten, zogen am 26. August aserbaidschanische Einheiten in die drei Siedlungen ein, womit die Übergabe abgeschlossen wurde. Am gleichen Tag wurde die neue Transitstraße zwischen Armenien und Arzach in Betrieb genommen, die nun an Stelle des bisherigen Korridors von den Friedenstruppen kontrolliert und geschützt werden soll. Der armenische Teil wurde am 30. August, in Abschnitten nur provisorisch, in Betrieb genommen. Damit wurde der Korridor durch die neue Transitstraße ersetzt. Am 30. März 2023 wurde auch auf armenischer Seite die neu errichtete Straße in Betrieb genommen und damit die Route erneut verändert. Im Sommer 2023 verhinderte Aserbaidschan den Transport von Gütern durch den Korridor und somit verschlechterte sich der humanitäre Zustand in Bergkarabach, weil Essen und Medikamente fehlten. Die armenische Regierung versuchte über den Europarat und den UN-Sicherheitsrat auf diese Situation aufmerksam zu machen. Im September 2023 eroberte Aserbaidschan Bergkarabach, worauf die Armenier über den Latschin-Korridor flohen.